# بيجوماس
بيجوما (بالفرنسية: Pégomas)‏ هي بلدية فرنسية تقع في إقليم الألب البحرية من منطقة بروفنس ألب كوت دازور في جنوب شرق فرنسا. تبلغ مساحة هذه المدينة 11.28 (كم²)، وترتفع عن سطح البحر م، يبلغ عدد سكانها 6438 نسمة حسب إحصاء المعهد الوطني للإحصاء والدراسات الاقتصادية سنة 2009 م. وترأس Gilbert Pibou البلدية خلال فترة (2008-2014).

## وصلات خارجية
- صفحة البلدية على موقع المعهد الوطني للإحصاء والدراسات الاقتصادية